# Stylopoma thornelyi
Stylopoma thornelyi är en mossdjursart som först beskrevs av Livingstone 1926.  Stylopoma thornelyi ingår i släktet Stylopoma och familjen Schizoporellidae. Inga underarter finns listade i Catalogue of Life.